# Carrer del Bisbe
El Carrer del Bisbe de Barcelona és un carrer que ha tingut diversos noms al llarg de la seua història: Santa Eulàlia, Bisbal, Diputació, Martín Zurbano, García Lorca i Obispo Irurita.

## Història
D'entre tots els seus noms passats, el de Martín Zurbano no fou gens popular perquè va ésser un militar que va bombardejar la ciutat, i quasi ningú mai el va anomenar així. Pel que fa al nom d'Obispo Irurita, aquest fou bisbe de Barcelona el 1930, el qual, de seguida, va simpatitzar amb els carlins i va fer tot el possible per frenar l'ús de la llengua catalana a l'Església. Als inicis de la guerra es va amagar a casa d'uns joiers del Call i sembla que va ésser trobat i afusellat per un escamot de la CNT-FAI, amb tots els altres habitants de la casa, encara que hi ha moltes versions que posen en dubte els fets i no s'han arribat mai a aclarir ben bé del tot. El dictador Franco, en guanyar la guerra, va voler ennoblir el bisbe afecte al règim posant el seu nom a molts carrers del país.
L'any 1939, només cinc mesos després de l'entrada a Barcelona de les tropes franquistes, es va celebrar a la catedral un funeral solemne pel bisbe Irurita i, acabat el funeral, la comitiva va descobrir la placa que va donar un nom nou al carrer que durant la darrera Guerra Civil Espanyola s'havia anomenat García Lorca.
Finalment, el consistori va decidir, el 1982, que aquest carrer es digués simplement del Bisbe.

## Número 5, Palau Episcopal
Fins a les darreries del segle xii o començaments del xiii, els bisbes van residir al Palau Episcopal de la plaça de Sant Iu, fins que es va edificar aquest palau al costat de la porta romana que des d'aleshores s'anomenà Portal Bisbal, i que va passar a dependre directament del bisbat.
L'edifici va ésser construït amb un sol cos adossat a la muralla romana i amb la façana orientada al sud, sobre el pati, al qual s'entrava pel mateix lloc que avui. Entre els anys 1253 i 1257 el bisbe Arnau de Gurb enderrocà dues cases per a construir un nou cos perpendicular a l'antic, paral·lel al carrer del Bisbe.
L'any 1823 van ser enderrocats l'arc i la galeria que unien les dues torres del Portal Bisbal: la torre que hi ha vora el palau deixà de pertànyer a la Casa de l'Ardiaca i passà al Palau Episcopal.
A la paret lateral esquerra, que dona a la petita plaça de Garriga Bachs, hi ha uns esgrafiats moderns, del 1928, amb les imatges dels sants bisbes de Barcelona, mentre que la façana principal està decorada amb algun esgrafiat i una fornícula moderna prop de l'entrada.

## Fornícula del Bisbe Irurita

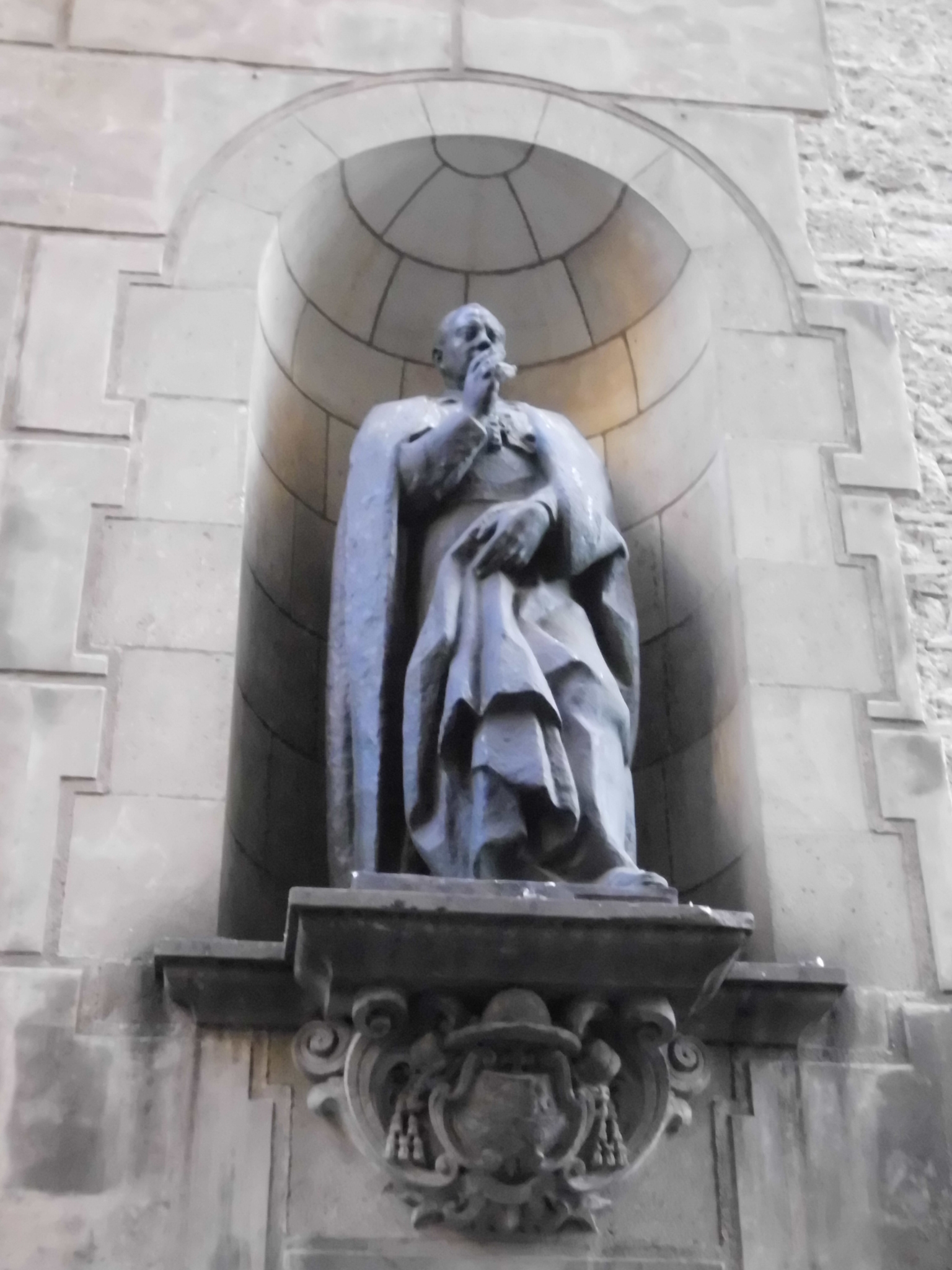
Fornícula del Bisbe Irurita

Hi veiem una estàtua de bronze del bisbe Irurita que fou encomanada a l'escultor Vicenç Navarro, també autor de l'àngel afegit després de la Guerra Civil Espanyola al monument als màrtirs de la guerra de la Independència, en aquest mateix carrer.
Pocs mesos després d'acabar la Guerra Civil, sorgí la idea política i nacionalcatòlica d'erigir un monument al bisbe de tendència ultraconservadora com a record a uns dels màrtirs de la Cruzada Nacional. A tal efecte es va obrir una recaptació popular que en pocs dies va començar a donar fruits, segons publicava La Vanguardia Española el 25 de novembre del 1939.
La imatge del bisbe Irurita fou posada a la fornícula, i inaugurada oficialment el 9 de desembre del 1943. A més, es traslladaren les despulles del bisbe a la catedral.

## Catedral, Palau de la Generalitat i Cases dels Canonges
Seguint el traçat del carrer es troben la plaça de Garriga i Bachs, amb el monument als Herois del 1809, obra de Josep Llimona i la porta de Santa Eulàlia que dona accés al claustre de la catedral.
En el següent tram es confronten el Palau de la Generalitat i les Cases dels Canonges, que es connecten mitjançant l'emblemàtic pont neogòtic obra de Joan Rubió i Bellver (1928). Destaquen així mateix la porta del Palau de la Generalitat que confronta amb el carrer de la Pietat i el tram que correspon a l'antiga façana principal del palau, presidida pel medalló que representa Sant Jordi llancejant el drac, obra mestra de l'escultor Pere Joan.
A la cantonada amb el carrer de la Pietat s'hi troba una placa de bronze esculpida per Frederic Marès i dedicada a Apel·les Mestres (1935).